# 8 beat Story♪
『8 beat Story♪』（エイトビートストーリー）は、GMOプレイミュージック株式会社より配信されていたスマートフォン向けアプリケーションゲーム。略称はエビスト。ジャンルはアイドル音楽ゲーム。

## ストーリー
本作品の舞台は、西暦2031年。バーチャル空間BITにて行われる「ライブバトル」に世界中が熱狂していた。ライブバトルに出場するアイドルは、劇的に進化を遂げた「アンドロイド」が中心となり、音楽の実権は握られつつあった。このままでは人間の音楽は消えてしまう。そんな未来を変えるため、生の歌声を届けることでしか生まれない感動を広めるため、音の杜学園の生徒である8/pLanet!!（ハニープラネット）の8人が立ち上がった。しかし、完璧な音楽を奏でるアンドロイドチームに苦戦を強いられ、一度も勝てないでいた。そんな中、新任の教師として新しい先生が音の杜学園に赴任してきた。プレーヤーである先生がビートマネージャーとしてサポートすることで、初めてアンドロイドチームに勝利することができた8/pLanet!!。アイドルたちは先生に導かれ、共に音楽の未来をかけた戦いに挑んでいく。

## 歴史
ゲームにおいての主な歴史を記述。声優ユニットによる活動は略歴を参照。
2016年5月13日にAndroid版が、14日にIOS版が配信開始。
2016年6月27日、「プロフィール機能」が実装された。
2016年10月26日、限定楽曲に最高難易度「MOTHER」が登場した。
2018年2月16日、Type_Zのアンドロイド、空乃かなで（大橋彩香）が登場。
2018年2月22日、Type_Zのアンドロイドユニット「2_ｗEi」が起動。
2019年2月15日、「空乃かなで AIトーク」機能が実装された。
2020年1月11日、Type_IDのアンドロイドユニット「B.A.C」が起動。
2024年6月28日、ゲーム配信終了
毎年8月8日は「エビストの日」とされ、キャンペーンや新情報の発表が行われている。
リリース〇周年の日はAndroid版がリリースされた日の5月13日と思われがちだが、8 beat story♪公式がお祝いをするのはiOS版がリリースされたその翌日の5月14日である。

## 登場人物
音の杜学園とType_Zのキャラクターたちの誕生日は、演じる声優と同日である。なお、水瀬鈴音と橘彩芽は、初代の声優と同日になっている。

### 音の杜学園

#### 8/pLanet!!
音楽の未来を守るためライブバトルに挑む、ヒューマンサイド（人間側）の8人組グループ。
声優ユニットの8/pLanet!!については、8/pLanet!!（声優ユニット）を参照。
桜木 ひなた（さくらぎ ひなた）
声：社本悠
高校2年A組 / 誕生日：11月12日 / 血液型：O型 / 身長：158cm
アイドルを夢見る、元気いっぱいで明るい女の子。天然でドジな一面も持つ。先生の幼馴染み。
水瀬 鈴音（みなせ すずね）
声：吉井彩実（初代）→天野聡美（2代目）
高校2年A組 / 誕生日：6月12日 / 血液型：A型 / 身長：158cm
絶対音感を持ち、ピアノが得意で、作曲を担当している。
神楽 月（かぐら あかり）
声：吉岡美咲（初代）→荻野葉月（2代目）
高校2年A組 / 誕生日：5月30日 / 血液型：B型 / 身長：159cm
運動神経抜群で、ダンスが得意。ダンス部にも所属している。明るいムードメーカー。
橘 彩芽（たちばな あやめ）
声：青野菜月（初代）→山下七海（2代目）
高校3年B組 / 誕生日：2月2日 / 血液型：A型 / 身長：164cm
生徒会長。8/pLanet!!のリーダーを務める。兄がアンドロイド研究を行なっている。
姫咲 杏梨（ひめさき あんり）
声：美波わかな
高校3年B組 / 誕生日：3月1日 / 血液型：B型 / 身長：163cm
ファッションが好きで、衣装作りが得意。彩芽を支えるため努力している。日々の研究でセクシーさに磨きをかける。
星宮 ゆきな（ほしみや ゆきな）
声：和氣あず未
高校1年B組 / 誕生日：9月8日 / 血液型：O型 / 身長：148cm
小さい頃から芸能活動を行うアイドル。
源氏 ほたる（げんじ ほたる）
声：吉村那奈美
高校1年C組 / 誕生日：1月21日 / 血液型：AB型 / 身長：151cm
引きこもりがちな女の子。ライブになるとテンションが上がり、普段とは違う性格になる。音楽編集が得意で、「平家ことね」として動画配信も行っている。
メイ
声：澤田美晴
高校1年D組 / 誕生日：7月28日 / 血液型:：CP3_CLA型 / 身長：153cm
ミステリアスな女の子。正体を知るのは理事長と先生と鈴音。

#### その他学園関係者
白鳥 ロクサレーヌ 慶子（しらとり ろくされーぬ けいこ）
声：立花理香
誕生日：2月27日 / 血液型：A型 / 身長：167cm
音の杜学園の理事長。先生をビートマネージャーに任命する

### アンドロイド

#### Type_Z
空乃 かなで（そらの かなで）
声：大橋彩香
誕生日：9月13日 / 血液型：CP_ARB型 / 身長：148cm
Type_Zのプロトタイプ。平家ことねのファン。

##### 2_wEi
Type_Zのアンドロイド姉妹による2人組ユニット。2人は「憎しみ」や「絶望」を歌い、存在意義を証明している。元々は、虎牙優衣（声:芹澤優）により、ボーカルソフトシリーズの「2_wEi」として作られたが、世の中に出回らないよう歌う前に処分された。その後、新型アンドロイド「Type_Z」として再生し、アンドロイドサイドとしてライブバトルに突如登場。しかし、Motherの意思に背きライブバトルから退くようになった。
声優ユニットの2_wEiについては、2_wEi（声優ユニット）を参照。
虎牙 アルミ（こが あるみ）
声：野村麻衣子
誕生日：10月2日 / 血液型：CP1_ORO型 / 身長：163cm
開発途中で葬られた過去を持つ。進化して目覚めた。普段はぽやんとしているが、ライブになると豹変し、激しいパフォーマンスで絶望を叫ぶ。
虎牙 ミント（こが みんと）
声：森下来奈
誕生日：10月14日 / 血液型：CP1_ARO型 / 身長：167cm
姉のアルミと同じく開発途中でないものとされていた。猟奇的な自分がかっこいいと思い、見下した態度をとる。姉が好きで、ぽやんとする姉の世話をするしっかり者。

#### Type_ID

##### B.A.C
2_wEiに次いで突如登場した、Type_IDのアンドロイドユニット。現在の世の中を否定し、自らの音楽のみが至高だと信じて疑わない。迷える人間を音楽で救済へと導く。
声優ユニットのB.A.Cについては、B.A.C（声優ユニット）を参照。
アモル
声：田中美海
誕生日：1月11日 / 血液型：CP2_ALA型

クゥエル
声：楠木ともり
誕生日：1月11日 / 血液型：CP2_ALC型

ベル
声：菅沼千紗
誕生日：1月11日 / 血液型：CP2_ALB型

## 8/pLanet!!（声優ユニット）
8/pLanet!!（ハニープラネット、通称ハニプラ）は、ゲームアプリ「8 beat Story♪」のメインキャスト8人によるユニット。「ゲームに出てくる8人のキャラクターと、現実世界でも会える&触れ合える」をコンセプトに活動を開始。ファンは通称「先生」と呼ばれる。現実世界における所属レーベルはTOWER RECORDS。
ユニット名は水瀬鈴音の初代キャストである吉井彩実の案が採用された。8/pLanet!!の楽曲には月やポラリスなど、天体要素が含まれたものが多く存在することや、ライブバトルが繰り広げられているバーチャル空間BITにかけて、惑星（planet）を元に発案された。メンバー8人が惑星に乗ってる姿をイメージし文字化されたもので、太陽系の8つの惑星のように、 ユニットとしても、各々も個々にしっかり存在するようにという願いも込められている。「/」や「!!」は、作品の舞台である「近未来」を表している。また、8/pLanet!!の「/」は惑星の輪っかの部分もイメージされており、グループを支える人々（ファンである先生も含めて）という意味も込められている。読み方は、運営側から「ハニー」と付く名前の案を求められており、「ハニープラネット」となった。ユニット名の考案をはじめ、コンテンツの立ち上げからキャストの意見も取り入れられている。
8/pLanet!!のキャラクターとキャストは、誕生日が同じである他にも、性格や考え方などの共通点も多い。
8/pLanet!!の楽曲は、8人全員で歌う曲の他、メンバーや人数が異なる様々なユニットの楽曲が数多く存在する。楽曲一覧については、ゲーム実装楽曲（8/pLanet!!）を参照。

### メンバー（8/pLanet!!）
キャラクターの詳細は8/pLanet!!を参照。
メンバーカラーは、8 beat Story♪の公式Twitter等にて公開されている。メンバーカラーと共にサイリウムカラーも示す。
なお、2018年12月までは青野菜月（橘彩芽役）が、2019年3月までは吉井彩実（水瀬鈴音役）が所属していた。
- 社本悠（桜木ひなた 役)

センター
メンバーカラー：ピンク（SAKURA PINK）
コール＆レスポンス：
　ひなた「迷っちゃったぁ! 先生、どこー!」
　先生「ここーーー!」
　ひなた「あっ、はっけーん!」
　ひなた「先生、今日は精一杯歌うよ!」
　ひなた「届け!この思い!」
- 天野聡美（水瀬鈴音 役)

メンバーカラー：水色（PASTEL BLUE）
コール＆レスポンス：
　鈴音「一緒にメロディー奏でましょ。せーの!」
　全員「りんりんりん」
　鈴音「よくできました～!なでなで」
- 吉岡美咲（神楽 月 役)

メンバーカラー：オレンジ（ORANGE）
コール＆レスポンス：
　月「楽しい!元気ーー!?」
　先生「あかりちゃーーん!」
　月「はーい!月と書いてあかり、 　　　
　　　まばゆいくらいのキラキラネーム神楽月です!」 　
　月「今日も元気いっぱい頑張るぞー!」
　全員「おーー」

- 山下七海（橘 彩芽 役)

リーダーー
メンバーカラー：青（BLUE）
コール＆レスポンス：
　彩芽「おほん。注目!」 　
　先生「(ざわざわざわ)」 　
　彩芽「こ、こら！お、お静かに！」 　
　彩芽「先生、ライブのスローガンを復唱しますよ」 　
　彩芽「いいですか？」 　
　先生「はーい」 　
　彩芽「（スローガン1）」先生「（スローガン1）」 　
　彩芽「（スローガン2）」先生「（スローガン2）」 　
　彩芽「先生、最後までよろしくお願いしますね!」　
- 美波わかな（姫咲杏梨 役)

メンバーカラー：赤（RED）
コール＆レスポンス：
　杏梨「センセ?今日は～何しに来たの～??」 　
　先生「お前に会いに来たんだよーー!」 　
　杏梨「杏梨に会いに来てくれた。。?」 　
　杏梨「もーー、やだーー嬉しい～。」
　杏梨「今日は先生の為にいっぱい頑張っちゃうぞ」
- 和氣あず未（星宮ゆきな 役)

メンバーカラー：黄色（YELLOW）
コール＆レスポンス：
　ゆきな「おはようございまーす！」  　
　先生「おはようございまーす！」  　
　ゆきな「愛のリボンで包んであげる」  　
　先生「みんなのアイドル～」  　
　ゆきな「星宮ゆきなです！」  　
　ゆきな「今日はゆきなのこと、たくさん見て下さいね」  　
　先生「ゆきなー」
- 吉村那奈美（源氏ほたる 役)

メンバーカラー：紫（VIOLET）
コール＆レスポンス：  　
　ほたる「先生、一緒に掛け声でもしてみる？」  　
　ほたる「ふにー」  　
　先生「ふにー」  　
　ほたる「ぷーん。。」  　
　先生「ぷーん。。」  　
　ほたる「ふにふにふにーー」  　
　先生「ふにふにふにーー」  　
　ほたる「先生、なかなかやるじゃん。。
　　　　　今日は最後までよろしくね！」  　　　　　
- 澤田美晴（メイ 役)

メンバーカラー：白（WHITE）
コール＆レスポンス：
　メイ「先生、トキメイてる?」
　先生「わーー」
　メイ「あれ？あまりときめきセンサーが作動しません」
　メイ「よし、ライブ盛り上げモード作動！
　　　　ときめきビーーム」
　先生「だいすきーー」
　メイ「センサー動作したよ」
　メイ「私も大好き。。」

### 略歴（8/pLanet!!）
声優ユニットの略歴を記述。ゲームについては歴史を参照。
2016年
- 5月15日、TAKE ON ME vol.5　〜Girls Music Lab〜に出演。初のイベント出演となった[26][27]。
- 6月8日、1stシングル「ファンタジア」がリリースされ、同月11日に発売記念イベントが開催された[17][28]。
- 8月8日の「エビストの日」、午後8時8分に、初のワンマンライブの開催が発表された。同年9月24日に8beatStory♪ 8/pLanet!! 1st LIVE「先生！ライブはじまっちゃうよ！」がWWW X in渋谷にて開催された[29][30]。
- 10月19日には、2ndシングル「Halloween☆Night」が発売さ、同月29日、30日にわたりお渡し会が行われた。
- 11月23日、「ハニプラTV」の配信が開始した。また、3rdシングル「BLUE MOON」が発売。お渡し会が同年12月4日と5日に開催された。
- 12月14日に、4thシングル「ハピ♡メリ」が発売された。発売記念イベントが同月23日、24日に行われた。

2017年
- 3月26日、8beatStory♪ 8/pLanet!! 2nd LIVE「2時間目の授業は…」が恵比寿ガーデンルームにて開催[31][32]。Sweet編、Bitter編とコンセプトの異なる2公演での開催となった。Bitter編最後の曲「BLUE MOON」のイントロ部分で音飛びが発生し3rdライブの開催が発表される、いうキ生へとキャストへサプライズがあった[33]。
- 11月12日、ひなたとキャストの社本の誕生日に、8beatStory♪ 8/pLanet!! 1st Anniversary 3rd LIVE「行くぜBLITZ！青春の想いを込めて！」が赤坂BLITZにて開催された[34]。初の生バンド演奏によるライブとなった。また、各キャラクターのソロ楽曲がゲーム内で配信されてから初めてとなるライブでもあった[35]。

2018年
- 5月12日、8beatStory♪ 8/pLanet!! 2nd Anniversary 4th LIVE「On the pLaNET!!」がZepp DiverCity TOKYOにて開催された。本ライブでは、ライバルユニットである2_wEiが乱入という形で初参戦した[36]。
- 10月19日、橘彩芽役の青野菜月が年内に声優活動を引退することが発表された[24]。12月8日に横浜ランドマークホールにて開催されたイベント「歩み 2016～2018...」にて、青野は橘彩芽役を卒業した。 同年12月30日に、新キャストが山下七海に決定したことが明かされた[37]。ゲーム内のボイスは2019年1月より順次変更。

2019年
- 2月28日、水瀬鈴音役の吉井彩実が同年3月に声優活動を引退することを発表した[25]。同年4月3日に新キャストが天野聡美に決定したことが発表された[38]。ゲーム内のボイスは2019年4月より順次変更。
- 5月12日、8beatStory♪の3周年を記念したイベント、3rd Anniversary Special Event 「Standing on the Stage」がニッショーホールで開催された[39]。
- 10月13日に開催予定であった8beatStory♪ 8/pLanet!! 5th LIVE 「Thousand Emotions」と、リクエストSpecial LIVE「What's Your Song?」が、台風接近に伴い両公演中止となった[40]。再公演が、2020年1月26日にサンシティ越谷市民ホール 大ホールにて開催され、本ライブより、 水瀬鈴音役として天野聡美、橘彩芽役には山下七海が新メンバーとして参加した[41]。

2020年
- 4月3日から11日に開催予定であった8/pLanet!! & 2_wEi 記念衣装展インストアイベントが変更され、3グループによる記念衣装展Webイベントが開催された[42]。

- 6月6日、7日にわたって、8beatStory♪の4周年記念Webサイン会が開催された。1日目は社本、吉村、野村、菅沼、2日目は天野、吉岡、美波、澤田、森下が出演した。
- 9月27日、10月17日に、8beatStory♪ 8/pLanet!! 5th LIVE Blu-ray発売記念オンラインサイン会が開催された。1日目は吉村、吉岡、2日目は社本、天野、美波、澤田が出演した[43]。

- 10月10日に開催予定であった6thワンマンライブが新型コロナウイルス感染拡大防止のため中止となった[44]。代わりに、同日に豊洲PITにて、トークショー&LIVEイベント 8 beat Story♪ Special Event「ONLINE ≠REAL」が開催され、後日ディレイ配信も実施された[45]。3部構成で開催され、第1部の「Day」、第3部の「Night」は8/pLanet!!（源氏ほたる役の吉村那奈美を除く）、第2部は2_wEiの出演となった。

- 12月12日、8beatStory♪ Christmas Special Event & LIVE 2020がduo MUSIC EXCHANGEにて開催された[46]。2部構成で、第1部は8/pLanet!!（社本、天野、吉岡、美波、澤田の5人）、第2部は2_wEiと菅沼千紗 (ベル役）の出演となった。また、後日ディレイ配信も行われた[46]。

## 2_wEi（声優ユニット）
2_wEi（ツヴァイ）は、ゲームアプリ「8 beat Story♪」に登場するType_Zのアンドロイド姉妹のキャスト2人による8/pLanet!!のライバルユニット。ファンの通称は「人間」。界における所属レーベルはホリプロ。
ユニット名は、ドイツ語で「2」を表す「Zwei（ツヴァイ）と、数字の「2」を掛け合わせたもの。様々なユニット名の候補の中から、キャストにより選ばれた。

### メンバー（2_wEi）
キャラクターの詳細は2_wEiを参照。
メンバーカラーは、8 beat Story♪の公式Twitter等にて公開されている。
- 野村麻衣子（虎牙アルミ 役）

メンバーカラー：GREEN、虎牙姉妹の姉
- 森下来奈（虎牙ミント 役）

メンバーカラー：EMERALD GREEN、虎牙姉妹の妹

### 略歴（2_wEi）
2018年
- 2月22日、新たなType_Zのユニット「2_wEi」が起動。ゲームにて「Despair」のMovieが限定で公開された[5]。

- 5月12日、Zepp DiverCity TOKYOにて開催された8beatStory♪ 8/pLanet!! 2nd Anniversary 4th LIVE「On the pLaNET!!」に、8/pLanet!!のライバルユニットとして乱入という形でライブに初出演した[36]。
- 11月18日から2019年3月10日にかけて、8beatStory♪ 2_wEi 1st LIVE Driven to Despairというタイトルで、duo MUSIC EXCHANGE、梅田Shangri-La、WWW X in渋谷の3会場にて開催された。2_wEiにとっては初のワンマンライブであり、8 beat Story♪においての初のライブツアーとなった[51]。

2019年
- 8月15日、歌手であるナノとのツーマンライブ、ナノ × 2_wEi Special LIVE ~Frontal Crash~が開催された[52]。「Heart 2 Heart」の作詞をナノが担当したことで実現した対バンライブであった。
- 11月30日と2020年2月22日に、8beatStory♪ 2_wEi 2nd LIVE Past to Presentが、神田明神ホール、CLUB CITTA'の2会場にて開催された。最終公演の8 beat Story♪ 2_wEi 2nd LIVE Final Past 2 Present, Stand for the Future.では、B.A.Cが登場し、本公演がB.A.Cにとって初のライブ出演となった[53]。

2020年
- 4月3日から11日に開催予定であった8/pLanet!! & 2_wEi 記念衣装展インストアイベントが変更され、3グループによる記念衣装展Webイベントが開催された[42]。

- 6月6日、7日にわたって、8 beat Story♪の4周年記念Webサイン会が開催された。1日目は社本、吉村、野村、菅沼、2日目は天野、吉岡、美波、澤田、森下が出演した。

- 10月10日に開催予定であった8/pLanet!!の6thワンマンライブが新型コロナウイルス感染拡大防止のため中止となり[44]、代わりに同日、豊洲PITにて、トークショー&LIVEイベント 8beatStory♪ Special Event「ONLINE ≠REAL」が開催され、後日ディレイ配信も実施された[45]。3部構成で開催され、2_wEiは第2部に出演した。第1部、第3部は8/pLanet!!が出演。

- 12月12日、8beatStory♪ Christmas Special Event & LIVE 2020がduo MUSIC EXCHANGEにて開催された[46]。2部構成で、2_wEiは菅沼千紗 (ベル役）と共に第2部に出演し、また、後日ディレイ配信も行われた[46]。第1部は8/pLanet!!の出演。

2021年
- 2月17日、1stシングル「Keep it Trill」がリリースされた。発売を記念し、同月21日にニコニコ生放送とYouTub LIVEトークショーとWebサイン会の配信、そして、1 on 1 テレビ電話が実施された[54]。

## B.A.C（声優ユニット）
B.A.C（バック）は、ゲームアプリ「8 beat Story♪」に登場するType_IDのアンドロイドのキャスト3人による8/pLanet!!のライバルユニット。ファンの通称は「信者」。世界における所属レーベルはホリプロ。

### メンバー（B.A.C）
キャラクターの詳細はB.A.Cを参照。
メンバーカラーは、8 beat Story♪の公式Twitter等にて公開されている。
- 田中美海（アモル 役）

メンバーカラー：YELLOW & WHITE
- 楠木ともり（クゥエル 役）

メンバーカラー：PASSION PINK & VIOLET
- 菅沼千紗（ベル 役）

メンバーカラー：PURPLE & VIOLET

### 略歴（B.A.C）
2020年
- 1月11日、新たなType_IDのユニット「B.A.C」が起動した[4]。

- 2月22日、CLUB CITTA'にて開催された、8beatStory♪ 2_wEi 2nd LIVE Final Past 2 Present, Stand for the Future.に参戦。本公演がB.A.Cにとって初のライブ出演となった[53]。
- 4月3日から11日に開催予定であった8/pLanet!! & 2_wEi 記念衣装展インストアイベントが変更され、3グループによる記念衣装展Webイベントが開催された[42]。
- 6月6日、7日にわたって、8 beat Story♪の4周年記念Webサイン会が開催された。1日目は社本、吉村、野村、菅沼、2日目は天野、吉岡、美波、澤田、森下が出演した。
- 12月12日、菅沼千紗 (ベル役）が、duo MUSIC EXCHANGEにて開催された、8beatStory♪ Christmas Special Event & LIVE 2020の第2部のトークパートに2_wEiと共に出演[46]。また、後日ディレイ配信も行われた。第1部は8/pLanet!!の出演。

2021年
- ゲーム登場1周年である1月11日に、B.A.Cの初の単独ライブの開催が発表された。2月20日、8beatStory♪ B.A.C 1st Online LIVE 「On Your Mark.」というタイトルで開催され、本公演はトークショーとライブという形で、無観客のオンライン配信で行われた[57]。

## ライブ・イベント

### ワンマンライブ
各グループのワンマンライブについて示す。2_wEiの初のライブ出演は、2018年5月12日開催の8beatStory♪ 8/pLanet 2nd Anniversary 4th LIVE「On the pLaNET!!」である。B.A.Cは、2020年2月22日開催の8beatStory♪ 2_wEi 2nd LIVE Final Past 2 Present, Stand for the Future.がライブ初出演となった。なお、特にグループ名を示していないものは、8/pLanet!!のナンバリングライブとする。
|               | 公演年 | 公演日   | ライブ                                                                               | 出演者           | 会場                              | 備考 |
| ------------- | ------ | -------- | ------------------------------------------------------------------------------------ | ---------------- | --------------------------------- | --- |
| 1st           | 2016年 | 9月24日  | 8beatStory♪ 8/pLanet!! 1st LIVE「先生！ライブはじまっちゃうよ！」                    | 8/pLanet!!       | WWW X in渋谷                      | |
| 2nd           | 2017年 | 3月26日  | 8beatStory♪ 8/pLanet!! 2nd LIVE「2時間目の授業は…」                                  | 8/pLanet!!       | 恵比寿ガーデンルーム              | Sweet編、Bitter編の2公演行われた。 |
| 3rd           | 2017年 | 11月12日 | 8beatStory♪ 8/pLanet!! 1st Anniversary 3rd LIVE「行くぜBLITZ！青春の想いを込めて！」 | 8/pLanet!!       | 赤坂BLITZ                         | |
| 4th           | 2018年 | 5月12日  | 8beatStory♪ 8/pLanet!! 2nd Anniversary 4th LIVE「On the pLaNET!!」                   | 8/pLanet!! 2_wEi | Zepp DiverCity TOKYO              | |
| 2_wEi 1st     | 2018年 | 11月18日 | 8beatStory♪ 2_wEi 1st LIVE Driven to Despair                                         | 2_wEi            | duo MUSIC EXCHANGE                | |
| 2_wEi 1st     | 2018年 | 12月29日 | 8beatStory♪ 2_wEi 1st LIVE Driven to Despair in OSAKA                                | 2_wEi            | 梅田Shangri-La                    | |
| 2_wEi 1st     | 2019年 | 3月10日  | 8beatStory♪ 2_wEi 1st LIVE Driven to Despair in TOKYO Final                          | 2_wEi            | WWW X in渋谷                      | |
| 2_wEi 対バン  | 2019年 | 8月15日  | ナノ × 2_wEi Special LIVE ~Frontal Crash~                                            | ナノ 2_wEi       | 新宿BLAZE                         | ナノと2_wEiのツーマンライブ |
| 2_wEi 2nd     | 2019年 | 11月30日 | 8beatStory♪ 2_wEi 2nd LIVE Past to Present                                           | 2_wEi            | 神田明神ホール                    | |
| 5th           | 2020年 | 1月26日  | 8beatStory♪ 8/pLanet!! 5th LIVE 「Thousand Emotions」                                | 8/pLanet!!       | サンシティ越谷市民ホール 大ホール | 台風接近に伴い中止となった2019年10月13日の振替公演。 本ライブより、 水瀬鈴音役として天野聡美、橘彩芽役として山下七海が新メンバーとして参加。 |
| -             | 2020年 | 1月26日  | 8beatStory♪ 8/pLanet!! リクエストSpecial LIVE「What's Your Song?」                   | 8/pLanet!!       | サンシティ越谷市民ホール 大ホール | 台風接近に伴い中止となった2019年10月13日の振替公演。 本ライブより、 水瀬鈴音役として天野聡美、橘彩芽役として山下七海が新メンバーとして参加。 |
| 2_wEi 2nd     | 2020年 | 2月22日  | 8beatStory♪ 2_wEi 2nd LIVE Final Past 2 Present, Stand for the Future.               | 2_wEi B.A.C      | CLUB CITTA'                       | |
| B.A.C 1st     | 2021年 | 2月20日  | 8beatStory♪ B.A.C 1st Online LIVE 「On Your Mark.」                                  | B.A.C            | －                                | B.A.Cによる初のイベント。 オンライン配信による開催。                                                                                         |
| 2_wEi Special | 2021年 | 3月7日   | 8beatStory♪ 2_wEi Special LIVE This is a "TRILL STORY".                              | 2_wEi            | Yokohama Bay Hall（神奈川県）     | |

### 単独イベント
ワンマンライブ以外のイベントやライブを以下に示す。
| 公演年 | 公演日   | イベント                                                                       | 出演者                                                                 | 会場                   | 備考                                                                                    |
| ------ | -------- | ------------------------------------------------------------------------------ | ---------------------------------------------------------------------- | ---------------------- | --------------------------------------------------------------------------------------- |
| 2017年 | 8月19日  | 8beatStory♪ 第1回リーディング&ミニライブ企画 〜真夏の海に刻まれた物語〜        | 8/pLanet!!、理事長（立花理香）                                         | 一ツ橋ホール           | 星宮ゆきな役の和氣あず未は声のみの出演                                                  |
| 2018年 | 12月8日  | 8beatStory♪ 8/pLanet!!『歩み 2016～2018…』                                     | 8/pLanet!!                                                             | 横浜ランドマークホール |                                                                                         |
| 2019年 | 5月12日  | 8beatStory♪ 8/pLanet!! 3rd Anniversary Special Event 「Standing on the Stage」 | 8/pLanet!!、理事長                                                     | ニッショーホール       | イベントではこれより、 水瀬鈴音役に天野聡美、橘彩芽役に山下七海が新メンバーとして参加。 |
| 2020年 | 4月3日   | 記念衣装展Webイベント                                                          | 8/pLanet!!（社本、澤田）                                               | －                     |                                                                                         |
| 2020年 | 4月4日   | 記念衣装展Webイベント                                                          | B.A.C                                                                  | －                     |                                                                                         |
| 2020年 | 4月5日   | 記念衣装展Webイベント                                                          | 8/pLanet!!（社本、天野）                                               | －                     |                                                                                         |
| 2020年 | 4月5日   | 記念衣装展Webイベント                                                          | 2_wEi                                                                  | －                     |                                                                                         |
| 2020年 | 4月6日   | 記念衣装展Webイベント                                                          | B.A.C（田中、菅沼）                                                    | －                     |                                                                                         |
| 2020年 | 4月8日   | 記念衣装展Webイベント                                                          | 8/pLanet!!（天野、澤田）                                               | －                     |                                                                                         |
| 2020年 | 4月9日   | 記念衣装展Webイベント                                                          | 8/pLanet!!（社本、天野）                                               | －                     |                                                                                         |
| 2020年 | 4月10日  | 記念衣装展Webイベント                                                          | 2_wEi                                                                  | －                     |                                                                                         |
| 2020年 | 4月11日  | 記念衣装展Webイベント                                                          | 8/pLanet!!（天野、山下、和氣）                                         | －                     |                                                                                         |
| 2020年 | 4月11日  | 記念衣装展Webイベント                                                          | 8/pLanet!!（社本、山下、和氣）                                         | －                     |                                                                                         |
| 2020年 | 10月10日 | 8beatStory♪ Special Event「ONLINE ≠REAL」                                      | 8/pLanet!!（吉村を除く7人） 2_wEi                                      | 豊洲PIT                | 3部構成。 第1部、第3部は8/pLanet!! 第2部は2_ｗEi                                        |
| 2020年 | 12月12日 | 8beatStory♪ Christmas Special Event & LIVE 2020                                | 8/pLanet!!（社本、天野、吉岡、美波、澤田の5人） 2_wEi ベル（菅沼千紗） | duo MUSIC EXCHANGE     | 2部構成。 第1部は8/pLanet!! 第2部は2_wEi ベル役の菅沼千紗は第2部のトークショーに出演    |

### 出演イベント
| 公演年 | 公演日   | イベント                             | 出演者                                           | 会場                              | 備考                         |
| ------ | -------- | ------------------------------------ | ------------------------------------------------ | --------------------------------- | ---------------------------- |
| 2016年 | 5月15日  | TAKE ON ME vol.5 〜Girls Music Lab〜 | 8/pLanet!!                                       | 新木場Studio Coast                | 8/pLanet!!の初の出演イベント |
| 2018年 | 10月6日  | マチ★アソビ                          | 8/pLanet!!（社本、吉井、吉岡、吉村、澤田） 2_wEi | 徳島市                            |                              |
| 2018年 | 10月14日 | chara1 oct.2018                      | 8/pLanet!!（社本、吉岡、金魚） 2_wEi             | 東京ビッグサイト 西展示棟 2ホール |                              |

## 楽曲

### ゲーム登場楽曲（8/pLanet!!）
ゲーム登場順に楽曲を記載。なお、センターポジションが明確に決まっている楽曲においては、太字、♪で示す。
| 登場順 | 楽曲                        | 歌唱メンバー                           | 歌唱メンバー | 歌唱メンバー | 歌唱メンバー | 歌唱メンバー | 歌唱メンバー | 歌唱メンバー | 歌唱メンバー | 歌唱メンバー | 作詞                 | 作曲                        | 編曲                    | 収録作品                                              | 備考                                                 |
| 登場順 | 楽曲                        |                                        | ひなた       | 鈴音         | 月           | 彩芽         | 杏梨         | ゆきな       | ほたる       | メイ         | 作詞                 | 作曲                        | 編曲                    | 収録作品                                              | 備考                                                 |
| ------ | --------------------------- | -------------------------------------- | ------------ | ------------ | ------------ | ------------ | ------------ | ------------ | ------------ | ------------ | -------------------- | --------------------------- | ----------------------- | ----------------------------------------------------- | ---------------------------------------------------- |
| 1      | ファンタジア                | 8/pLanet!!                             | ○            | ○            | ○            | ○            | ○            | ○            | ○            | ○            | 柏木香音／古屋美和   | 古屋美和／松田純一          | 松田純一                | 1stシングル「ファンタジア」 1stベストアルバム「8」    |                                                      |
| 2      | カナエルミライ              | ひなた、鈴音、月、彩芽、杏梨           | ♪            | ○            | ○            | ○            | ○            |              |              |              | 花衣                 | 中村佳紀                    | 中村佳紀                | 3rdシングル「BLUE MOON」                              | 2、3年生楽曲                                         |
| 3      | Boyfriend                   | ひなた、鈴音、杏梨、ゆきな、ほたる     | ○            | ○            |              |              | ○            | ○            | ○            |              | 央海加亥             | 央海加亥                    | 央海加亥                | 1stシングル「ファンタジア」 1stベストアルバム「8」    |                                                      |
| 4      | 君はレモネード              | ひなた、鈴音、月                       | ○            | ○            | ○            |              |              |              |              |              | 西浦さゆり           | 西浦さゆり                  | 西浦さゆり              | 1stシングル「ファンタジア」 1stベストアルバム「8」    | 2年生楽曲                                            |
| 5      | 絆のポラリス                | ひなた、鈴音、月                       | ○            | ♪            | ○            |              |              |              |              |              | KoTa／長谷川澪奈     | KoTa                        | KoTa                    | 4thシングル「ハピ♡メリ」                              | 2年生楽曲                                            |
| 6      | 初恋チェリーブロッサム      | ひなた、月、杏梨、ゆきな、ほたる       | ○            |              | ○            |              | ♪            | ○            | ○            |              | 西浦さゆり           | 西浦さゆり                  | 西浦さゆり              | 2ndシングル「Halloween☆Night」                        |                                                      |
| 7      | スクールディスコ            | ひなた、鈴音、杏梨、ゆきな、ほたる     | ○            | ○            |              |              | ○            | ○            | ♪            |              | KoTa／長谷川澪奈     | KoTa                        | KoTa                    | 2ndシングル「Halloween☆Night」 1stベストアルバム「8」 |                                                      |
| 8      | Distance                    | 鈴音、月、彩芽                         |              | ○            | ○            | ♪            |              |              |              |              | 2ndlifecrew          | 2ndlifecrew                 | 2ndlifecrew             | 4thシングル「ハピ♡メリ」                              |                                                      |
| 9      | 先手必勝スマイル            | ひなた、月、彩芽、ゆきな               | ○            |              | ○            | ○            |              | ○            |              |              | 2ndlifecrew          | 2ndlifecrew                 | 2ndlifecrew             | 3rdシングル「BLUE MOON」                              |                                                      |
| 10     | BLUE MOON                   | 8/pLanet!!                             | ○            | ○            | ○            | ○            | ○            | ○            | ○            | ○            | 2ndlifecrew          | 2ndlifecrew                 | 2ndlifecrew             | 3rdシングル「BLUE MOON」 1stベストアルバム「8」       |                                                      |
| 11     | あの日の約束                | ひなた、鈴音、ゆきな                   | ○            | ○            |              |              |              | ♪            |              |              | NakaGo-Chi           | NakaGo-Chi                  | meta                    | 1stベストアルバム「8」                                |                                                      |
| 12     | Shiny                       | ひなた、鈴音、月、メイ                 | ○            | ○            | ○            |              |              |              |              | ♪            | 2ndlifecrew          | 2ndlifecrew                 | 戸叶理人                | 1stベストアルバム「8」「Toybox～Lovely～」            |                                                      |
| 13     | それゆけ!!乙女のミッション! | ひなた、彩芽、ゆきな                   | ○            |              |              | ○            |              | ○            |              |              | 2ndlifecrew          | 2ndlifecrew                 | 2ndlifecrew             | 5thシングル「DREAMER」 「Toybox～Smile～」            |                                                      |
| 14     | Lovely Summer               | 8/pLanet!!                             | ○            | ○            | ○            | ○            | ○            | ○            | ○            | ○            | 柏木香音／古屋美和   | 松田純一                    | 松田純一                |                                                       |                                                      |
| 15     | Tiny little letter          | 月、彩芽、杏梨、                       |              |              | ○            | ○            | ○            |              |              |              | 2ndlifecrew          | meta                        | meta                    | 1stベストアルバム「8」                                |                                                      |
| 16     | トキメキの15センチ          | ひなた、ほたる、メイ                   | ♪            |              |              |              |              |              | ○            | ○            | NakaGo-Chi           | NakaGo-Chi                  | meta                    | 1stベストアルバム「8」                                |                                                      |
| 17     | Count It Down               | 彩芽、杏梨、ほたる、メイ               |              |              |              | ○            | ○            |              | ○            | ○            | 中村彼方             | Junichi Hoshino             | fazerock                | 1stベストアルバム「8」 「Toybox～Spicy～」            |                                                      |
| 18     | Give Me Love                | 月、彩芽、杏梨                         |              |              | ♪            | ○            | ○            |              |              |              | 西浦さゆり           | 西浦さゆり                  | 西浦さゆり              |                                                       |                                                      |
| 19     | Halloween☆Night             | 8/pLanet!!                             | ○            | ○            | ○            | ○            | ○            | ○            | ○            | ○            | 原田雄一／長谷川澪奈 | KoTa／原田雄一              | KoTa／原田雄一          | 2ndシングル「Halloween☆Night」                        |                                                      |
| 20     | オーバードライブ            | 鈴音、彩芽、ほたる、メイ               |              | ○            |              | ○            |              |              | ○            | ○            | 央海加亥             | 央海加亥                    | 央海加亥                | 5thシングル「DREAMER」                                |                                                      |
| 21     | Sugar Sugar Bee             | ひなた、鈴音、杏梨、ゆきな、メイ       | ○            | ♪            |              |              | ○            | ○            |              | ○            | 央海加亥             | 央海加亥                    | 央海加亥                | 「Toybox～Lovely～」                                  |                                                      |
| 22     | INNOCENT                    | ひなた、(彩芽)、杏梨、ゆきな           | ○            |              |              | (○)          | ♪            | ○            |              |              | 2ndlifecrew          | 戸叶理人                    | 2ndlifecrew             |                                                       |                                                      |
| 23     | ハピ♡メリ                   | 8/pLanet!!                             | ○            | ○            | ○            | ○            | ○            | ○            | ○            | ○            | 2ndlifecrew          | 2ndlifecrew                 | 2ndlifecrew             | 4thシングル「ハピ♡メリ」                              |                                                      |
| 24     | Go Live!!                   | ゆきな、ほたる、メイ                   |              |              |              |              |              | ○            | ○            | ○            | 西浦さゆり           | 西浦さゆり                  | 西浦さゆり              | 1stベストアルバム「8」 「Toybox～Smile～」            | 1年生楽曲                                            |
| 25     | Still...                    | 彩芽、杏梨                             |              |              |              | ○            | ○            |              |              |              | 2ndlifecrew          | 2ndlifecrew                 | 2ndlifecrew             | 1stベストアルバム「8」                                | 3年生楽曲                                            |
| 26     | Error                       | ひなた、月、彩芽、メイ                 | ○            |              | ○            | ○            |              |              |              | ○            | 2ndlifecrew          | 戸叶理人                    | 2ndlifecrew             | 1stベストアルバム「8」                                |                                                      |
| 27     | 全部、君のために            | ひなた、鈴音、杏梨、ほたる             | ○            | ○            |              |              | ○            |              | ○            |              | 2ndlifecrew          | 2ndlifecrew                 | 2ndlifecrew             |                                                       |                                                      |
| 28     | Toi et Moi                  | ひなた、ゆきな、ほたる                 | ○            |              |              |              |              | ○            | ○            |              | シン・マナヒロ       | シン・マナヒロ              | シン・マナヒロ          | 1stベストアルバム「8」                                |                                                      |
| 29     | 秘密の部屋の女の子          | ほたる、メイ                           |              |              |              |              |              |              | ○            | ○            | 2ndlifecrew          | 2ndlifecrew                 | 2ndlifecrew             | 「Toybox～Lovely～」                                  |                                                      |
| 30     | DREAMER                     | 8/pLanet!!                             | ○            | ○            | ○            | ○            | ○            | ○            | ○            | ○            | KoTa／原田雄一／花衣 | KoTa／原田雄一              | KoTa／原田雄一          | 5thシングル「DREAMER」                                |                                                      |
| 31     | U・RA・RA                   | 彩芽                                   |              |              |              | ○            |              |              |              |              | 長谷川澪奈           | KoTa／原田雄一              | KoTa／原田雄一          |                                                       | 彩芽ソロ楽曲                                         |
| 32     | Minus                       | ひなた、鈴音、月                       | ○            | ○            | ♪            |              |              |              |              |              | 5u5h1                | 5u5h1                       | 5u5h1                   | 「Toybox～Spicy～」                                   | 2年生楽曲                                            |
| 33     | 学び舎の空に                | メイ、理事長                           |              |              |              |              |              |              |              | ○            | 西浦さゆり           | 西浦さゆり                  | 西浦さゆり              | 7thシングル「Precious Notes」                         | 理事長との限定楽曲                                   |
| 34     | History                     | ひなた、鈴音、ゆきな、ほたる、メイ     | ○            | ♪            |              |              |              | ○            | ○            | ○            | KOUGA                | KOUGA                       | KOUGA                   |                                                       |                                                      |
| 35     | ホントの気持ち              | 彩芽、杏梨、ゆきな、ほたる、メイ       |              |              |              | ○            | ○            | ○            | ○            | ○            | 2ndlifecrew          | 2ndlifecrew                 | 2ndlifecrew             |                                                       | 1、3年生楽曲                                         |
| 36     | 三日月どりーむ              | 鈴音                                   |              | ○            |              |              |              |              |              |              | 央海加亥             | 央海加亥                    | 央海加亥                |                                                       | 鈴音ソロ楽曲                                         |
| 37     | Dive to the Future          | ひなた、杏梨                           | ○            |              |              |              | ○            |              |              |              | 2ndlifecrew          | 2ndlifecrew                 | 2ndlifecrew             | 「Toybox～Smile～」                                   |                                                      |
| 38     | 源氏物語                    | ほたる                                 |              |              |              |              |              |              | ○            |              | 長谷川澪奈           | KoTa                        | KoTa                    |                                                       |                                                      |
| 39     | Rooting For You             | 8/pLanet!!                             | ○            | ○            | ○            | ○            | ○            | ○            | ○            | ○            | 西浦さゆり           | 西浦さゆり                  | 西浦さゆり              | 6thシングル「Rooting For You」                        |                                                      |
| 40     | INFINIT3!!                  | 月                                     |              |              | ○            |              |              |              |              |              | 5u5h1                | 5u5h1                       | 5u5h1                   |                                                       | 月ソロ楽曲                                           |
| 41     | Remember                    | ゆきな、ほたる、メイ                   |              |              |              |              |              | ○            | ○            | ♪            | 2ndlifecrew          | 2ndlifecrew                 | 2ndlifecrew             | 「Toybox～Lovely～」                                  | 1年生楽曲                                            |
| 42     | ふわりあるたいむ            | ゆきな                                 |              |              |              |              |              |              |              |              | meta                 | meta                        | meta                    |                                                       |                                                      |
| 43     | Fuzzy N' Wonky              | ひなた、杏梨、メイ                     | ○            |              |              |              | ○            |              |              | ○            | シン・マナヒロ       | meta                        | meta                    | 「Toybox～Spicy～」                                   |                                                      |
| 44     | Twinkle Snow                | 8/pLanet!!                             | ○            | ○            | ○            | ○            | ○            | ○            | ○            | ○            | 古屋美和             | 松田純一                    | 松田純一                |                                                       |                                                      |
| 45     | おとめ☆de☆Night             | 月、彩芽、杏梨、ゆきな、ほたる         |              |              | ○            | ○            | ○            | ○            | ○            |              | 長谷川澪奈/KoTa      | KoTa                        | KoTa                    | 「Toybox～Smile～」                                   |                                                      |
| 46     | アカシックレコード          | 月、ゆきな                             |              |              | ○            |              |              | ○            |              |              | 2ndlifecrew          | 2ndlifecrew                 | 2ndlifecrew             | 7thシングル「Precious Notes」                         |                                                      |
| 47     | ここから                    | 杏梨                                   |              |              |              |              | ○            |              |              |              | HaTo                 | HaTo                        | HaTo                    |                                                       | 杏梨ソロ楽曲                                         |
| 48     | Outer Existence             | 鈴音、月、彩芽、ゆきな                 |              | ○            | ○            | ○            |              | ○            |              |              | 5u5h1                | 5u5h1                       | 5u5h1                   | 「Toybox～Spicy～」                                   |                                                      |
| 49     | サクラ涙                    | 8/pLanet!!                             | ○            | ○            | ○            | ○            | ○            | ○            | ○            | ○            | フジタキョウジ       | フジタキョウジ              | フジタキョウジ          |                                                       |                                                      |
| 51     | Ecstasy                     | ゆきな、ほたる、メイ                   |              |              |              |              |              | ○            | ♪            | ○            | Wiggy                | Wiggy                       | Wiggy                   | 「Toybox～Spicy～」                                   | 1年生楽曲                                            |
| 54     | Fluffy Balloon              | 鈴音、ゆきな、ほたる                   |              | ○            |              |              |              | ○            | ○            |              | 2ndlifecrew          | iru                         | meta                    | 「Toybox～Smile～」                                   |                                                      |
| 55     | おそろいさんぽ道            | 彩芽、杏梨                             |              |              |              | ○            | ○            |              |              |              | 2ndlifecrew          | TOSHIKI NAGASAWA (SOY TOWN) | 小川裕太郎 (Wee's inc.) | 「Toybox～Lovely～」                                  | 3年生楽曲                                            |
| 57     | SUMMER BEAT                 | 8/pLanet!!                             | ○            | ○            | ○            | ○            | ○            | ○            | ○            | ○            | Wiggy                | Wiggy                       | Wiggy                   | 「Toybox～Smile～」                                   |                                                      |
| 59     | darlin‘                     | ひなた、鈴音、月、ゆきな、ほたる、メイ | ○            | ○            | ○            |              |              | ○            | ○            | ○            | Wiggy                | Wiggy                       | Wiggy                   | 「Toybox～Lovely～」                                  | 1、2年生楽曲                                         |
| 60     | TRICK or BLOOD              | 8/pLanet!!                             | ○            | ○            | ○            | ○            | ○            | ○            | ○            | ○            | 長谷川澪奈           | 草野将史                    | 草野将史                | 「Toybox～Spicy～」                                   |                                                      |
| 63     | つよがりDecember            | 8/pLanet!!                             | ○            | ○            | ○            | ○            | ○            | ○            | ○            | ○            | 吹野クワガタ         | 吹野クワガタ                | 吹野クワガタ            |                                                       |                                                      |
| 66     | DYNAMITE                    | 杏梨、理事長                           |              |              |              |              | ○            |              |              |              | 2ndlifecrew          | meta                        | meta                    |                                                       | 理事長との限定楽曲                                   |
| 68     | Precious Notes              | 8/pLanet!!                             | ○            | ○            | ○            | ○            | ○            | ○            | ○            | ○            | 齋藤優輝             | 齋藤優輝                    | 齋藤優輝                | 7thシングル「Precious Notes」                         | 本楽曲より、鈴音を天野聡美、彩芽を山下七海が務める。 |
| 69     | Grow with You               | 彩芽、杏梨                             |              |              |              | ○            | ○            |              |              |              | 2ndlifecrew          | 2ndlifecrew                 | 2ndlifecrew             |                                                       | 3年生楽曲                                            |
| 71     | Teardrop                    | ひなた                                 | ○            |              |              |              |              |              |              |              | NakaGo-Chi           | NakaGo-Chi                  | meta                    |                                                       | ひなたソロ楽曲                                       |
| 73     | RapidRock                   | ひなた、鈴音、ゆきな、ほたる           | ○            | ○            |              |              |              | ○            | ○            |              | 齋藤優輝             | 齋藤優輝                    | 齋藤優輝                |                                                       |                                                      |
| 74     | Tinker Song                 | 彩芽、杏梨、メイ                       |              |              |              | ○            | ○            |              |              | ○            | 2ndlifecrew          | meta                        | meta                    |                                                       |                                                      |
| 78     | Sunny color                 | ひなた、鈴音                           | ○            | ○            |              |              |              |              |              |              | 2ndlifecrew          | YOUSAY                      | YOUSAY                  |                                                       |                                                      |
| 80     | Shout Out                   | 8/pLanet!!                             | ○            | ○            | ○            | ○            | ○            | ○            | ○            | ○            | TOSHIKI NAGASAWA     | TOSHIKI NAGASAWA            | 佐久間薫                |                                                       | エビスト通算88曲目の楽曲                             |

### ゲーム登場楽曲（2_wEi）
| 登場順 | 楽曲          | 作詞                | 作曲           | 編曲           | 収録作品                         | 備考 |
| ------ | ------------- | ------------------- | -------------- | -------------- | -------------------------------- | ---- |
| 50     | Despair       | シン・マナヒロ      | シン・マナヒロ | シン・マナヒロ | 1stアルバム「Throne of Despair」 |      |
| 52     | UNPLUG        | 5u5h1               | 5u5h1          | 5u5h1          | 1stアルバム「Throne of Despair」 |      |
| 53     | Lost in data  | HaTo／Yoshiro Koike | HaTo           | 中西航介       | 1stアルバム「Throne of Despair」 |      |
| 56     | LOVE HATE     | シン・マナヒロ      | シン・マナヒロ | シン・マナヒロ | 1stアルバム「Throne of Despair」 |      |
| 58     | basement      | 長谷川澪奈          | 原田雄一／KoTa | 原田雄一／KoTa | 1stアルバム「Throne of Despair」 |      |
| 61     | Numb          | 5u5h1               | 5u5h1          | 5u5h1          | 1stアルバム「Throne of Despair」 |      |
| 62     | MMIX          |                     |                |                | 1stアルバム「Throne of Despair」 |      |
| 64     | Homeache      | 法戸祐樹            | 法戸祐樹       | 法戸祐樹       | 1stアルバム「Throne of Despair」 |      |
| 65     | Heroic        | シン・マナヒロ      | シン・マナヒロ | シン・マナヒロ | 2ndアルバム「Return Zer0;」      |      |
| 67     | Be alive      | シン・マナヒロ      | meta           | 佐久間薫       | 2ndアルバム「Return Zer0;」      |      |
| 70     | Heart 2 Heart | nano                | シン・マナヒロ | シン・マナヒロ | 2ndアルバム「Return Zer0;」      |      |
| 72     | Jailbreak     | 5u5h1               | 5u5h1          | 5u5h1          | 2ndアルバム「Return Zer0;」      |      |
| 75     | Inheaven      | 5u5h1               | 5u5h1          | 5u5h1          | 2ndアルバム「Return Zer0;」      |      |
| 81     | Keep it Trill | シン・マナヒロ      | シン・マナヒロ | シン・マナヒロ | 1stシングル「Keep it Trill」     |      |

### ゲーム登場楽曲（B.A.C）
| 登場順 | 楽曲                     | 作詞   | 作曲   | 編曲   | 収録作品 | 備考 |
| ------ | ------------------------ | ------ | ------ | ------ | -------- | ---- |
| 76     | Silent World             | 園田優 | meta   | meta   |          |      |
| 77     | Pious Bullets            | 5u5h1  | 5u5h1  | 5u5h1  |          |      |
| 79     | UTOPIA                   | 園田優 | 園田優 | 園田優 |          |      |
| 82     | Blessing After Cataclysm |        |        |        |          |      |

### ゲーム未実装楽曲
| 楽曲          | 作詞           | 作曲           | 編曲           | 収録作品                         | 備考                            |
| 8/pLanet!!    | 8/pLanet!!     | 8/pLanet!!     | 8/pLanet!!     | 8/pLanet!!                       | 8/pLanet!!                      |
| ------------- | -------------- | -------------- | -------------- | -------------------------------- | ------------------------------- |
| Days          | NakaGo-Chi     | NakaGo-Chi     | meta           | 1stベストアルバム「8」           |                                 |
| 2_wEi         |                |                |                |                                  |                                 |
| Green Cat.    | Wiggy          | Wiggy          | Wiggy          | 1stアルバム「Throne of Despair」 |                                 |
| Pain-pain     | シン・マナヒロ | シン・マナヒロ | シン・マナヒロ | 1stアルバム「Throne of Despair」 |                                 |
| MIЯROR        | シン・マナヒロ | シン・マナヒロ | シン・マナヒロ | 2ndアルバム「Return Zer0;」      |                                 |
| Bite a bit    | シン・マナヒロ | シン・マナヒロ | シン・マナヒロ | 2ndアルバム「Return Zer0;」      |                                 |
| Pendulum      | 長谷川澪奈     | 草野将史       | 草野将史       | 2ndアルバム「Return Zer0;」      |                                 |
| REGALIA       | シン・マナヒロ | 上川けいじ     | 上川けいじ     | 2ndアルバム「Return Zer0;」      |                                 |
| Start the War | 5u5h1          | YOUSAY         | YOUSAY         | 2ndアルバム「Return Zer0;」      |                                 |
| fiction       | NakaGo-Chi     | NakaGo-Chi     | 佐久間薫       | 1stシングル「Keep it Trill」     | 2_wEiと虎牙優衣(芹沢優)が歌唱。 |

## 作品

### シングル
|            | 発売年     | 発売日     | タイトル        | 収録楽曲                    | 規格品番   | 備考                                                                              |
| 8/pLanet!! | 8/pLanet!! | 8/pLanet!! | 8/pLanet!!      | 8/pLanet!!                  | 8/pLanet!! | 8/pLanet!!                                                                        |
| ---------- | ---------- | ---------- | --------------- | --------------------------- | ---------- | --------------------------------------------------------------------------------- |
| 1st        | 2016年     | 6月8日     | ファンタジア    | BoyFriend                   | PLAN-001   |                                                                                   |
| 1st        | 2016年     | 6月8日     | ファンタジア    | 君はレモネード              | PLAN-001   |                                                                                   |
| 2nd        | 2016年     | 10月19日   | Halloween☆Night | スクールディスコ            | PLAN-002   |                                                                                   |
| 2nd        | 2016年     | 10月19日   | Halloween☆Night | 初恋チェリーブロッサム      | PLAN-002   |                                                                                   |
| 3rd        | 2016年     | 11月23日   | BLUE MOON       | カナエルミライ              | PLAN-003   |                                                                                   |
| 3rd        | 2016年     | 11月23日   | BLUE MOON       | 先手必勝スマイル            | PLAN-003   |                                                                                   |
| 4th        | 2016年     | 12月14日   | ハピ♡メリ       | Distance                    | PLAN-004   |                                                                                   |
| 4th        | 2016年     | 12月14日   | ハピ♡メリ       | 絆のポラリス                | PLAN-004   |                                                                                   |
| 5th        | 2017年     | 4月12日    | DREAMER         | オーバードライブ            | PLAN-005   |                                                                                   |
| 5th        | 2017年     | 4月12日    | DREAMER         | それゆけ!!乙女のミッション! | PLAN-005   |                                                                                   |
| 6th        | 2017年     | 8月30日    | Rooting For You |                             | PLAN-006   |                                                                                   |
| 7th        | 2019年     | 5月15日    | Precious Notes  | アカシックレコード          | PLAN-012   | 本シングルより、 水瀬鈴音役に天野聡美、橘彩芽役に山下七海が新メンバーとして参加。 |
| 7th        | 2019年     | 5月15日    | Precious Notes  | 学び舎の空に                | PLAN-012   | 本シングルより、 水瀬鈴音役に天野聡美、橘彩芽役に山下七海が新メンバーとして参加。 |
| 2_wEi      |            |            |                 |                             |            |                                                                                   |
| 1st        | 2021年     | 2月17日    | Keep it Trill   | fiction                     | 8BST-14    | fictionは、2_wEiと虎牙優衣(芹沢優)が歌唱。                                        |

### アルバム
|            | 発売年     | 発売日           | タイトル          | 規格品番     | 備考         |
| 8/pLanet!! | 8/pLanet!! | 8/pLanet!!       | 8/pLanet!!        | 8/pLanet!!   | 8/pLanet!!   |
| ---------- | ---------- | ---------------- | ----------------- | ------------ | ------------ |
| 1st ベスト | 2017年     | 11月15日         | 8                 | PLAN-007     |              |
|            | 2018年     | 8月8日           | Toybox～Smile～   | PLAN-008     | ミニアルバム |
| 9月12日    | 2018年     | Toybox～Lovely～ | PLAN-009          | ミニアルバム |              |
| 10月10日   | 2018年     | Toybox～Spicy～  | PLAN-010          | ミニアルバム |              |
| 2_wEi      |            |                  |                   |              |              |
| 1st        | 2018年     | 11月07日         | Throne of Despair | PLAN-011     |              |
| 2nd        | 2020年     | 2月2日           | Return Zer0;      |              |              |

## 映像作品

### ライブ映像
|           | 発売日         | ライブ                                                                               | 出演者           | 備考                                                                           |
| --------- | -------------- | ------------------------------------------------------------------------------------ | ---------------- | ------------------------------------------------------------------------------ |
| 1st       | 2017年6月9日   | 8beatStory♪ 8/pLanet!! 1st LIVE「先生！ライブはじまっちゃうよ！」                    | 8/pLanet!!       |                                                                                |
| 2nd       | 2017年9月29日  | 8beatStory♪ 8/pLanet!! 2nd LIVE「2時間目の授業は…」                                  | 8/pLanet!!       |                                                                                |
| 3rd       | 2018年3月30日  | 8beatStory♪ 8/pLanet!! 1st Anniversary 3rd LIVE「行くぜBLITZ！青春の想いを込めて！」 | 8/pLanet!!       |                                                                                |
| 4th       | 2019年4月19日  | 8beatStory♪ 8/pLanet!! 2nd Anniversary 4th LIVE「On the pLaNET!!」                   | 8/pLanet!! 2_wEi |                                                                                |
| 5th       | 2020年9月11日  | 8beatStory♪ 8/pLanet!! 5th LIVE 「Thousand Emotions」                                | 8/pLanet!!       | 本ライブより、水瀬鈴音役に天野聡美、橘彩芽役に山下七海が新メンバーとして参加。 |
| 2_wEi 1st | 2019年9月13日  | 8beatStory♪ 2_wEi 1st LIVE Driven to Despair in TOKYO final                          | 2_wEi            |                                                                                |
| 2_wEi 2nd | 2020年11月27日 | 8beatStory♪ 2_wEi 2nd LIVE Final Past 2 Present, Stand for the Future.               | 2_wEi B.A.C      |                                                                                |

### その他の映像作品
| 発売日         | 作品名                                                | 出演者     | 備考 |
| -------------- | ----------------------------------------------------- | ---------- | ---- |
| 2017年8月11日  | ハニプラTV ～8/pLanet!!の課外授業にいってみよー 1学期 | 8/pLanet!! |      |
| 2019年2月14日  | まいちゃ らなちゃの 2_wEi旅 in 香川県                 | 2_wEi      |      |
| 2019年4月14日  | まいちゃ らなちゃの 2_wEi旅 in 石川県                 | 2_wEi      |      |
| 2019年7月6日   | まいちゃ らなちゃの 2_wEi旅 in 兵庫県                 | 2_wEi      |      |
| 2019年10月25日 | まいちゃ らなちゃの 2_wEi旅 in 宮崎県                 | 2_wEi      |      |
| 2020年9月19日  | まいちゃ らなちゃの 2_wEi旅 in 北海道                 | 2_wEi      |      |

## 漫画
8 beat Story♪のコミカライズがメディバンにて連載。
シナリオ構成：ハジメ、作画：ekao